# Дорожные знаки Таиланда
Дорожные знаки Таиланда — являются стандартными дорожными знаками, аналогичными тем, которые используются в других странах, но с определёнными различиями. На знаках обычно используются шрифт Highway Gothic, который также используется в Соединенных Штатах, хотя некоторые знаки на недавно построенных скоростных автомагистралях используют Arial Bold.
На тайских дорожных знаках используется тайский язык, национальный язык Таиланда. Тем не менее, английский также используется в важных общественных местах, таких как туристические достопримечательности, аэропорты, железнодорожные станции и контрольно-пропускные пункты.
Таиланд подписал Венскую конвенцию о дорожном движении, но ещё не полностью её ратифицировал.

## Регулирующие (или нормативные) знаки
Регулирующие знаки в Таиланде — дорожные знаки, которые требуют от водителя следовать значению этих знаков. Они указывают водителю что он должен делать, чего делать нельзя или налагают определённые ограничения.
Регулирующие знаки делятся на четыре категории:
1. Знаки приоритета
2. Запрещающие и ограничивающие знаки
3. Предписывающие знаки
4. Другие знаки

Знаки приоритета
Стоп или Проезд без остановки запрещен (на тайском)
Стоп или Проезд без остановки запрещен (на тайском и английском)
Стоп или Проезд без остановки запрещен (на английском)
Уступи дорогу (на тайском)
Уступи дорогу (на тайском и английском)
Уступи дорогу встречным транспортным средствам (используемым на узких местах движения)

Запрещающие и ограничивающие знаки
Обгон запрещен
Въезд запрещен
Не разворачивайся вправо
Не разворачивайся влево
Поворот налево запрещен
Поворот направо запрещен
Запрещено перестроение в левую полосу
Запрещено перестроение в правую полосу
Запрещен поворот вправо и разворот
Запрещен поворот влево и разворот
Движение на автомобиле запрещено
Движение на грузовом автомобиле запрещено
Движение на мотоцикле запрещено
Движение с прицепом запрещено
Движение на моторикше (тук-туке) запрещено
Движение на трехколесном велосипеде запрещено
Движение на велосипеде запрещено
Движение с тележкой запрещено
Движение на тракторе запрещено
Движение на гужевой повозке запрещено
Движение на автомобиле и мотоцикле запрещено
Движение на мотоцикле, велосипеде и трицикле запрещено
Движение на мотоцикле и моторикше запрещено
Подача звукового сигнала запрещена
Движение пешеходов запрещено
Парковка запрещена
Остановка запрещена
Проезд без остановки на контрольно-пропускном пункте запрещен (таможня, полиция) (на тайском)
Проезд без остановки на контрольно-пропускном пункте запрещен (таможня, полиция) (на тайском и английском)
Ограничение скорости 10 километры в час
Ограничение скорости 20 километры в час
Ограничение скорости 30 километры в час
Ограничение скорости 40 километры в час
Ограничение скорости 50 километры в час
Ограничение скорости 60 километры в час
Ограничение скорости 70 километры в час
Ограничение скорости 80 километры в час
Ограничение скорости 90 километры в час
Ограничение скорости 100 километры в час
Ограничение скорости 110 километры в час
Ограничение скорости 120 километры в час
Ограничение веса (на тайском)
Ограничение веса (на тайском и английском)
Ограничение ширины (на тайском)
Ограничение ширины (на тайском и английском)
Ограничение высоты (на тайском)
Ограничение высоты (на тайском и английском)
Ограничение длины (на тайском)
Ограничение длины (на тайском и английском)
Помедленнее
Запрещено движение транспортных средств с опасным грузом

Предписывающие знаки
Движение прямо
Движение налево
Движение направо
Объезд препятствия слева
Объезд препятствия справа
Объезд препятствия слева или справа
Повернуть налево
Повернуть направо
Движение налево или направо
Движение прямо или налево
Движение прямо или направо
Круговое движение
Только для автобусов
Только для автомобилей с большой загрузкой
Только для мотоциклов
Только для велосипедов
Только для пешеходов
Ограничение минимальной скорости 30 километры в час
Ограничение минимальной скорости 40 километры в час
Ограничение минимальной скорости 50 километры в час
Ограничение минимальной скорости 60 километры в час
Ограничение минимальной скорости 70 километры в час
Ограничение минимальной скорости 80 километры в час
Ограничение минимальной скорости 90 километры в час

Другие знаки
Конец зоны всех ограничений

Знаки, которые уже не используются, но все еще могут встречаться на дорогах
Стоп или Проезд без остановки запрещен (на тайском)
Въезд запрещен
Проезд без остановки на контрольно-пропускном пункте запрещен (таможня, полиция)
Движение прямо
Движение налево
Движение направо
Объезд препятствия слева
Объезд препятствия справа
Объезд препятствия слева или справа
Повернуть налево
Повернуть направо
Движение налево или направо
Круговое движение
Сужение дороги
Впереди знак Стоп
Обгон запрещен

## Предупреждающие знаки
Предупреждающие знаки в Таиланде — это дорожные знаки, которые предназначены для предупреждения водителя о возможных опасностях впереди. Они требуют, чтобы водитель проявлял осторожность и при необходимости сбавил скорость. Они имеют в основном форму ромба и оформлены в желтых и черных цветах.

Предупреждающие знаки
Поворот дороги влево
Поворот дороги вправо
Резкий поворот дороги влево
Резкий поворот дороги вправо
Двойной поворот, первый влево
Двойной поворот, первый вправо
Двойной резкий поворот, первый влево
Двойной резкий поворот, первый вправо
Извилистая дорога, первый поворот влево
Извилистая дорога на следующие --- километров. Первый поворот влево
Извилистая дорога, первый поворот вправо
Извилистая дорога на следующие --- километров. Первый поворот вправо
Перекресток
Y-образный перекресток
Т-образный перекресток
Примыкание дороги слева
Примыкание дороги справа
Примыкание дорог, сначала - слева, потом - справа
Примыкание дорог, сначала - справа, потом - слева
Примыкание дороги под углом слева
Примыкание дороги под углом справа
Примыкание дороги под углом слева
Примыкание дороги под углом справа
Впереди круговое движение
Сужение дороги с обеих сторон
Сужение дороги с левой стороны
Сужение дороги с правой стороны
Впереди узкий мост
Впереди узкий мост, требуется уступить дорогу встречному транспорту
Левая полоса заканчивается
Правая полоса заканчивается
Железнодорожный переезд без шлагбаума
Железнодорожный переезд со шлагбаумом
Железнодорожный переезд на примыкающей дороге
Впереди ограничение ширины (на тайском)
Впереди ограничение ширины (на тайском и английском)
Впереди ограничение высоты (на тайском)
Впереди ограничение высоты (на тайском и английском)
Крутой подъем
Крутой подъем следующие --- километров
Крутой спуск
Крутой спуск следующие --- километров
Крутой спуск, используй пониженную передачу (на тайском)
Крутой спуск, используй пониженную передачу (на тайском и английском)
Выступ (наплыв, "лежачий полицейский")
Неровная дорога
Яма
Скользкая дорога
Выброс гравия
Падение камней
Разводной мост
Перестроение в левую полосу движения
Перестроение в правую полосу движения
Добавление полосы движения слева
Добавление полосы движения справа
Присоединение потока движения слева
Присоединение потока движения справа
Начало дороги с разделительной полосой
Конец дороги с разделительной полосой
Крутой разворот дороги влево
Крутой разворот дороги вправо
Двустороннее движение
Двустороннее движение (на тайском)
Впереди светофор
Впереди знак Стоп (на тайском)
Впереди знак Стоп (на тайском и английском)
Впереди знак Уступи дорогу (на тайском)
Впереди знак Уступи дорогу (на тайском и английском)
Пешеходный переход
Дети
Школьная зона
Школьная зона (применяется в Бангкоке)
Впереди животные
Низколетящие самолеты
Другая опасность (на тайском)
Другая опасность (на тайском и английском)
Зона с запретом обгона (на тайском)
Зона с запретом обгона (на тайском и английском)
Разделение дороги
Направление поворота
Направление поворота
Направление поворота
Направление поворота с рекомендуемой скоростью (на тайском)
Направление поворота с рекомендуемой скоростью (на тайском и английском)
Направление поворота
Направление поворота
Направление поворота
Направление поворота с рекомендуемой скоростью (на тайском)
Направление поворота с рекомендуемой скоростью (на тайском и английском)
Направление поворота
Направление поворота
Препятствие и направление его объезда
Препятствие и направление его объезда
Препятствие и направление его объезда
Соединение потоков движения (на тайском)
Соединение потоков движения (на тайском и английском)
Городское ограничение скорости (на тайском)
Городское ограничение скорости (на тайском и английском)
Возможно появление слонов
Железнодорожный переезд
Ограничение скорости. Фотофиксация

## Информирующие знаки
Имеют в основном форму прямоугольника и оформлены в голубом цвете.

Информирующие знаки
Указание направления к цели
Название объекта
Пешеходный переход
Госпиталь
Улица с односторонним движением (влево)
Улица с односторонним движением (вправо)
Тупик
Место для разворота
Начало автомагистрали
Конец автомагистрали
Начало полосы для движения автобусов
Полоса для движения автобусов
Инвалид
Конец полосы для движения автобусов
Полоса для движения тяжелогруженых автомобилей
Зона отдыха
Зона отдыха
Место с красивым видом через—километров
Место с красивым видом слева
Место с красивым видом справа
Название дороги
Велосипедная дорожка
Велосипедам и мотоциклам держаться левее
Скоростная автомагистраль
Аэропорт (на шоссе)
Аэропорт (на основных автомагистралях)
Аэропорт (на скоростных автомагистралях)
Автовокзал
Причал парома
Порт парома
Железнодорожная станция
Больница
Направление на пересечение с автомагистралью
Направление на пересечение с шоссе

## Знаки при ремонтных работах
Имеют в основном форму ромба и оформлены в оранжевых и черных цветах

Предупреждающие знаки
Геосъемка местности
Впереди ремонтные работы
Впереди рабочие
Впереди строительная техника
Мост впереди на ремонте с временным мостом по объезду слева
Мост впереди на ремонте с временным мостом по объезду справа
Отклонение потока движения влево
Отклонение потока движения вправо
Отклонение потока движения влево (две полосы)
Отклонение потока движения вправо (две полосы)
Отклонение потока движения влево (одна полоса из двух)
Отклонение потока движения вправо (одна полоса из двух)
Отклонение потока движения (объезд слева)
Отклонение потока движения (объезд справа)
Отклонение потока движения (объезд слева, две полосы)
Отклонение потока движения (объезд справа, две полосы)
Отклонение потока движения (объезд слева, три полосы)
Отклонение потока движения (объезд справа, три полосы)
Конец левой полосы движения (соединение в одну полосу)
Конец правой полосы движения (соединение в одну полосу)
Конец левой полосы движения (соединение в две полосы)
Конец правой полосы движения (соединение в две полосы)
Конец левых полос движения (соединение в одну полосу)
Конец правых полос движения (соединение в одну полосу)
Направление поворота
Направление поворота
Впереди наводнение
Дорога закрыта
Конец зоны ремонтных работ

## Километровые столбы

Километровые столбы
Километровый столб на автомагистрали (Тип А)
Километровый столб на шоссе (Тип А)
Километровый столб на платном шоссе (Тип А)
Километровый столб на автомагистрали (Тип Б)
Километровый столб на региональных дорогах

## Знаки границ административных единиц
Граница провинций в Таиланде обозначается знаком (табличкой) с белым фоном, а границы районов — с синим.

## Маркировка бордюров (обочин)
Бордюр, окрашенный в красно-белый цвет, означает запрет остановки. Если же окраска желто-белая, то это означает запрет парковки, но допускает кратковременную остановку. Белый прямоугольник, нарисованный на дороге, означает зону парковки. Диагональные белые линии означают парковку только для мотоциклов.